# Tsuma-jinja
Tsuma-jinja (都萬神社) est un sanctuaire shintô (神社, jinja) se situant dans la ville de Saito préfecture de Miyazaki (Japon). Il est dédié à Ko-no-Hana en l'honneur de laquelle est organisé le festival du sanctuaire, le 18 et 19 février de chaque année. 